# Luxembourg aux Jeux olympiques de 1912
Le Luxembourg  participe aux Jeux olympiques de 1912 à Stockholm en Suède du 5 mai au 27 juillet 1912. Il s'agit de sa 2e participation à des Jeux olympiques d'été l'année de la création du Comité olympique et sportif luxembourgeois.

## Athlétisme
Le Luxembourg aligne deux participants aux épreuves d'athlétisme.

## Gymnastique
19 hommes participent à la gymnastique pour le Luxembourg.